# Gilbert z Chalon

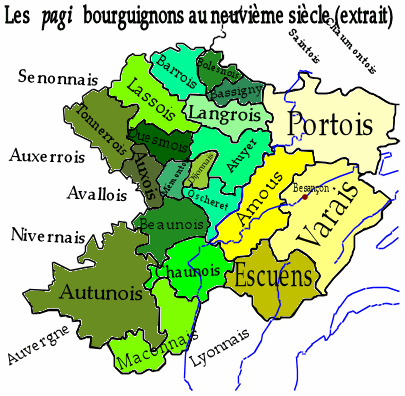
Podział ziem burgundzkich w IX wieku

Gilbert z Chalon, Gilbert Burgundzki, także Gizelbert (ur. ok. 900; zm. prawdopodobnie 8 kwietnia 956 roku w Paryżu) – hrabia Chalon, Autun, Troyes, Beaune, Avallon, Dijon oraz hrabia Burgundii i Szampanii na mocy iure uxoris od 952 do 958 roku.
Pochodził z rodu Vergy, syn hrabiego Menassessa I z Chalon (zm. 918) i Ermenegardy z Prowansji. Miał braci Waloniego i biskupu Autun, Heriveo. Po śmierci ojca odziedziczył tytuły księcia Chalon, Autun, Dijon, Beaune, Vergy i Avalon. W 924 roku razem z braćmi zajął zamek św. Jana, jednak jeszcze w tym samym roku został on odbity przez króla Rudolfa I. Na podstawie traktatu z 938 otrzymał trzecią część Burgundii. 17 grudnia 952 roku zmarł Hugo Czarny, syn księcia Ryszarda I Prawodawcy i brat króla zachodniofrankijskiego Rudolfa I, panujący w części Burgundii (resztę jako książę objął Hugo Wielki na skutek konfliktu przeciwnika z królem Ludwikiem IV Zamorskim). Ponieważ Hugo Czarny najpewniej nie doczekał się potomstwa, jego ziemie przypadły jego siostrze Ermenegildzie i jej mężowi, czyli właśnie Gilbertowi. Gilbertowi nie udało się utrzymać niezależności Burgundii (został uznany jedynie za hrabiego zwierzchniego Burgundów), ponieważ Hugon Wielki obawiał się przeciwnika mającego w swych rękach dwie trzecie Burgundii. W 955 roku Gilbert stał się lennikiem Hugona, otrzymując tytuł książęcy i wydając swą córkę za jego syna. Zmarł rok później, nie pozostawiając męskiego potomka. Jego ziemie przypadły więc Hugonowi, który umierając kilka tygodni później przekazał je swemu najstarszemu synowi Otto (zięciowi Gilberta). Tytuł Ottona został potwierdzony przez Ludwika IV w 960, a Troyes przypadło w udziale drugiemu zięciowi Gilberta, Robertowi I de Meaux.
Przed 926 rokiem poślubił Ermenegildę, córkę Ryszarda Prawodawcy i Adelajdy, córki Konrada II, markiza Transjuranii. To powiązanie jest podawane w wątpliwość z racji bliskiego pokrewieństwa (najpewniej matka Gilberta była córką Boso Prowansalskiego, brata Ryszarda Prawodawcy). Doczekał się z nią dwóch córek:
- Adelais/Wery (ur. 930/5), od 950 żony Roberta I de Meaux, syna Herberta II de Vermandois, który odziedziczył po teściu Troyes, od 958 żony Lamberta z Chalon;
- Liutgardy (zm. po 958), od wiosny 955 żony Otto, syna Hugona Wielkiego;
- być może kolejną córkę Adelais (nie jest jasne, czy jest tożsama z pierwszą Adelais).